# Ван Цзунъюань
Ван Цзунъюань (кит. трад. 王宗源, пиньинь Wáng Zōngyuán, род. 24 октября 2001, Сянъян, Хубэй) — китайский прыгун в воду, двукратный олимпийский чемпион, 9-кратный чемпион мира, двукратный чемпион Азиатских игр.

## Биография
Ван участвовал в чемпионате мира по водным видам спорта 2019 года и завоевал золото на 1-метровом трамплине.
На летних Олимпийских играх 2020 года в Токио Ван вместе с Се Сыи выиграл золото в синхронных прыжках с трёхметрового трамплина и серебро на 3-метровом трамплине.
На чемпионате мира 2022 года в Будапеште завоевал три золотых медалей. В 2023 году на мировом первенстве в Японии победил в двух дисциплинах. В феврале 2024 года в Дохе повторил это достижение и стал восьмикратным чемпионом мира.
На летних Олимпийских играх 2024 года в Париже Ван вместе с Лун Даои выиграл золото в синхронных прыжках на трёхметровом трамплине. В индивидуальных прыжках с трамплина завоевал серебряную медаль, уступив своему соотечественнику Се Сыи.
В 2025 году на чемпионате мира в Сингапуре завоевал золотую медаль в синхронных прыжках с трёхметрового трамплина. В индивидуальных прыжках с трёхметрового трамплина стал обладателем бронзовой медали.